# Эриопс
Э́риопс (лат. Eryops) — вымерший род темноспондилов позднекаменноугольной — раннепермской эпохи. Типовой род семейства Eryopidae, один из самых известных темноспондилов. Типовой вид — Eryops megacephalus, найденный на территории Северной Америки.

## Описание
Крупное животное. Длина в среднем 1,5-2 м, максимум до 3 м, масса взрослых особей достигала 102-222 кг. Череп массивный, по очертаниям напоминает череп аллигатора, сильно скульптирован. Верхняя поверхность черепа несет продольные гребни позади глаз и ноздрей. Зубы крупные, развиты нёбные «клыки». Скелет массивный, конечности короткие, но мощные. Рёбра расширены для укрепления грудной клетки. Тело бочонковидное, остистые отростки спинных позвонков довольно высокие, лопатка мощная. На спине присутствуют единичные кожные чешуи. Таз массивный. Хвост средней длины. Вероятно, полуводный хищник. Род описан Э. Д. Копом из ранней перми (вольфкамп) Техаса в 1877 году. Примерно 5—6 видов из позднего карбона — ранней перми Северной Америки.

## Близкие родственники

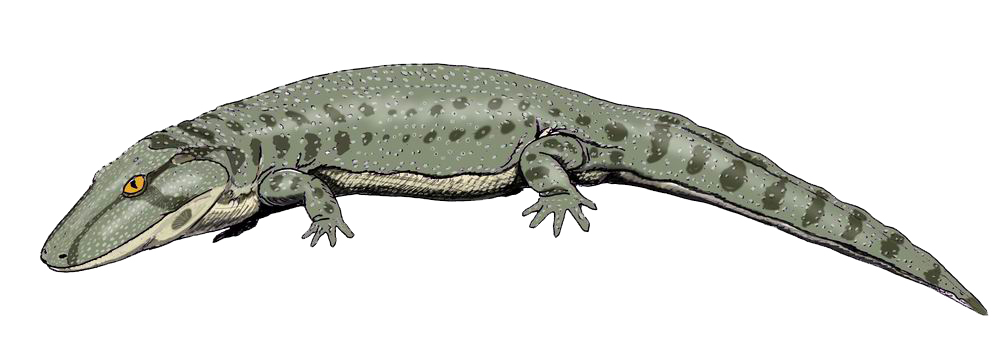
Onchiodon

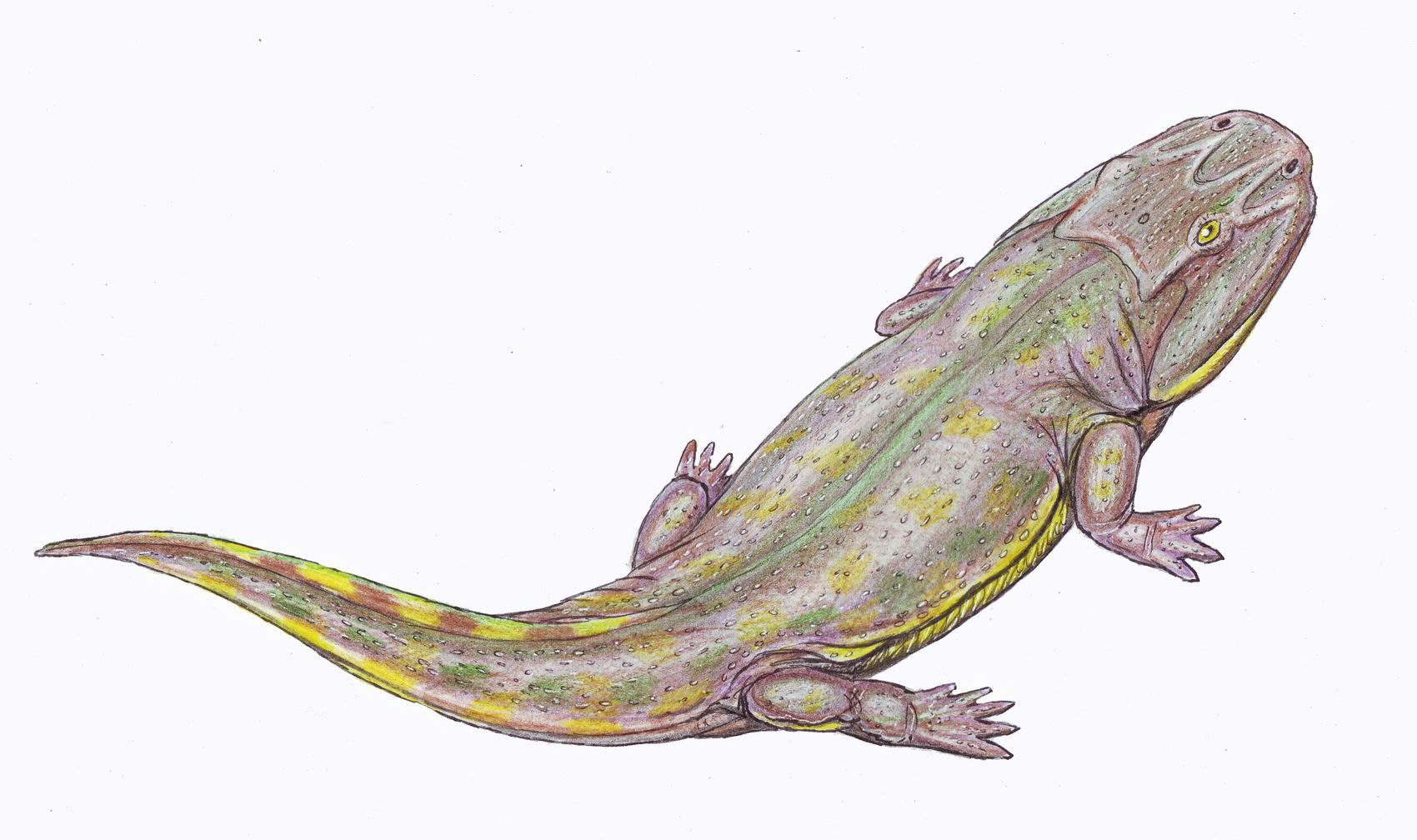
Clamorosaurus nocturnus

К семейству Eryopidae относятся также:
- Clamorosaurus — из поздней перми (уфимская эпоха) Северной России. Длина черепа около 23 см. 2 вида.
- Onchiodon — поздний карбон — ранняя пермь Западной Европы (Франция и Германия). Длина черепа более 15 см. Примерно 4 вида. Типовой вид — O. labyrinthicus. Branchiosaurus amblystomus и Pelosaurus laticeps — мелкие «стегоцефалы» из ранней перми Западной Европы — могут быть личинками типового вида онхиодона, хотя не исключено, что это личинки Sclerocephalus.
- К семейству могут принадлежать также Euchirosaurus и Osteophorus из ранней перми Западной Европы.

Род Sclerocephalus может также относиться к эриопидам, хотя иногда его выделяют в особое семейство и сближают с архегозаврами.

## Галерея

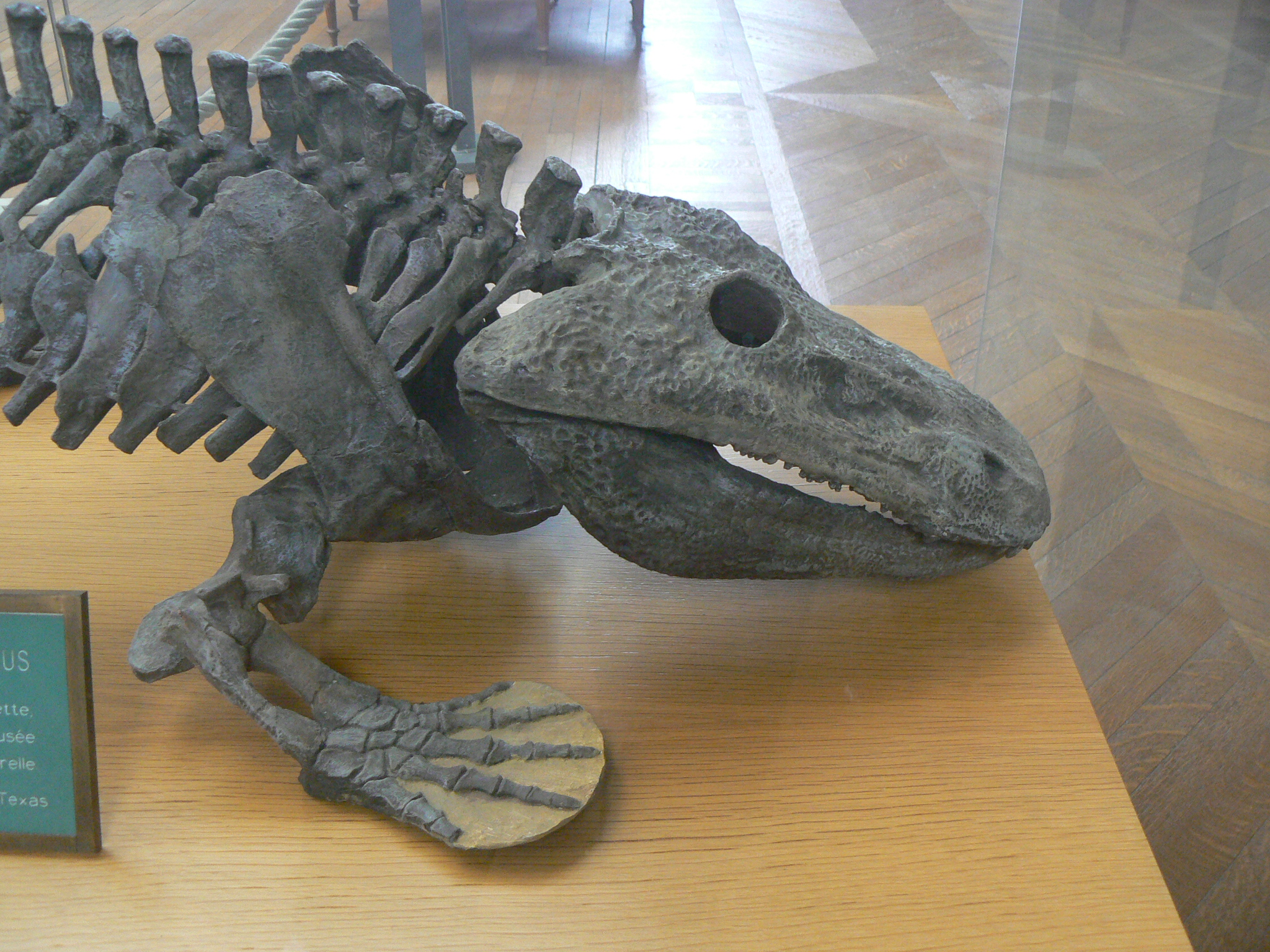
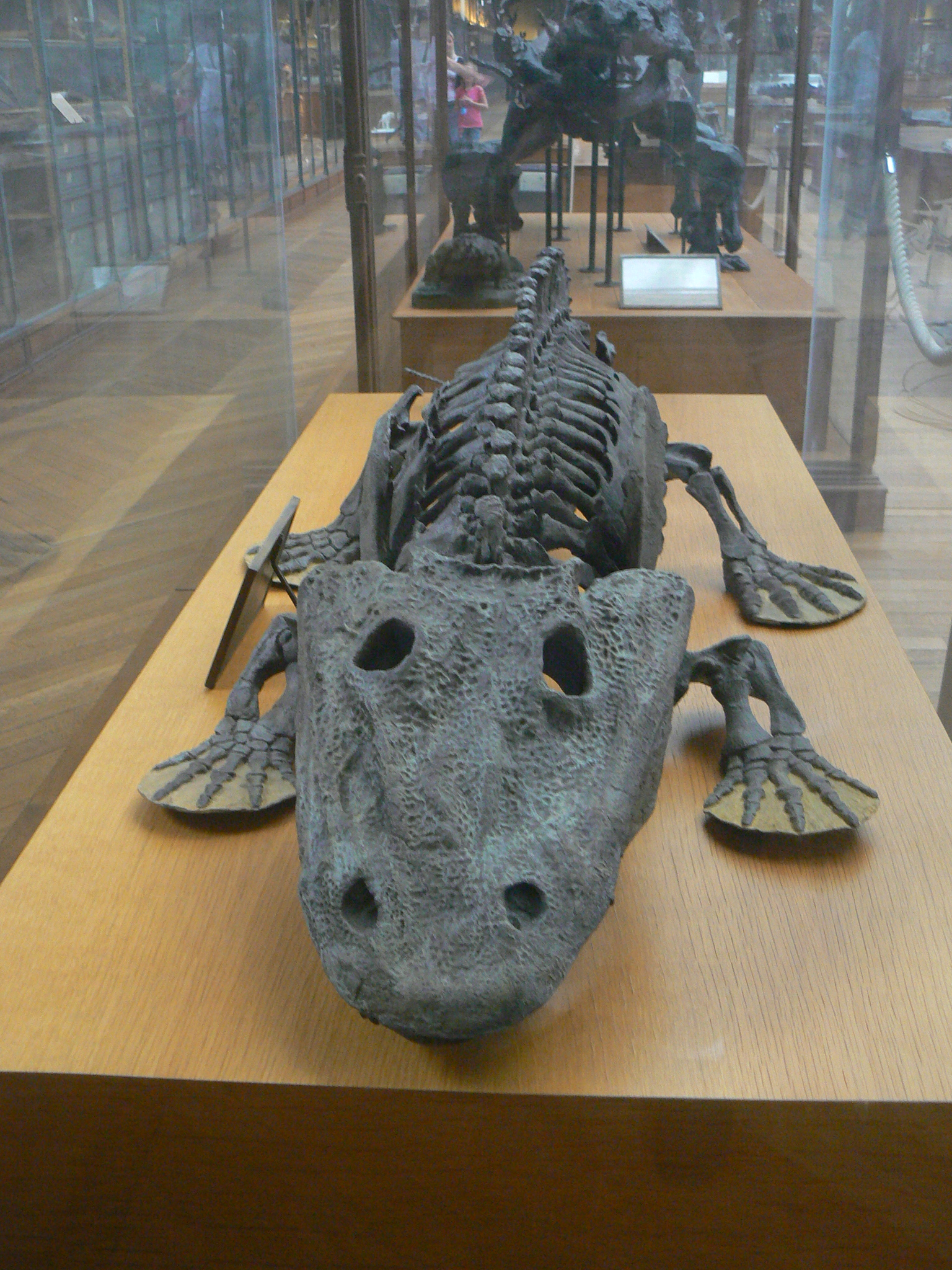
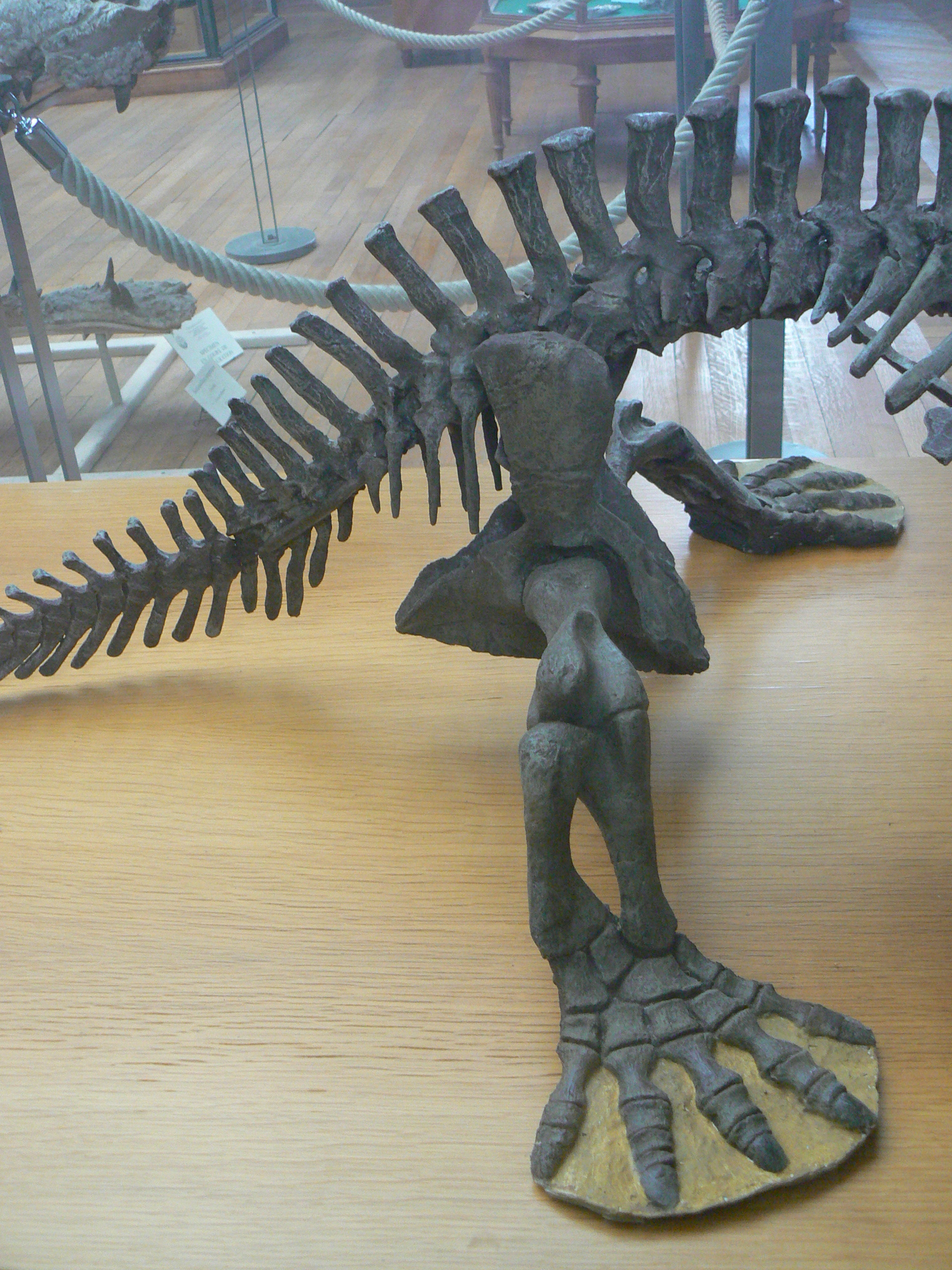